# Tumnus
Tumnus – faun, występujący w Opowieściach z Narnii brytyjskiego pisarza fantasy C.S. Lewisa. Pojawia się w części pierwszej „Lew, czarownica i stara szafa”, piątej „Koń i jego chłopiec” oraz siódmej „Ostatnia bitwa”. Jest pierwszym stworzeniem narnijskim, które pojawia się w Opowieściach z Narnii, spotyka go Łucja Pevensie na Latarnianym Pustkowiu.

## Charakterystyka
Tumnus jest uprzejmym i wrażliwym faunem, od razu zaprasza małą dziewczynkę do siebie, na podwieczorek. Jego pieczara, wykuta w czerwonej skale, jest czysta i schludna. Tumnus pięknie gra na flecie i dużo czyta, a także posiada dar opowiadania pięknych historii. Ma bardzo miękkie serce i przyznaje się Łucji, że przyprowadził ją do siebie z rozkazu białej czarownicy, która rozkazała mu uwięzić każde dziecko, jakie pojawi się w jego okolicy. Nie czyni tego jednak i odprowadza dziewczynkę do latarni. Kiedy dowiaduje się o tym Czarownica, nasyła na niego wilczą tajną policję, a następnie zamienia w kamień. Tumnus zostaje jednak odczarowany, kiedy Aslan powraca do Narnii i pomaga siłom dobra w walce z wojskami Czarownicy.
W powieści „Koń i jego chłopiec” Tumnus jest wśród dworzan królowej Zuzanny Łagodnej i króla Edmunda Sprawiedliwego i wraz z nimi trafia do stolicy Kalormenu. To on również wymyślił podstęp, jak uciec z zamkniętego pałacu. Nie wiadomo, czy brał udział w bitwie z Rabadaszem, możliwe, że został u boku Zuzanny.